# Église Saint-Athanase de Moscopole
L'église Saint-Athanase de Moscopole est une église orthodoxe valaque située à Moscopole, en Albanie.

## Historique

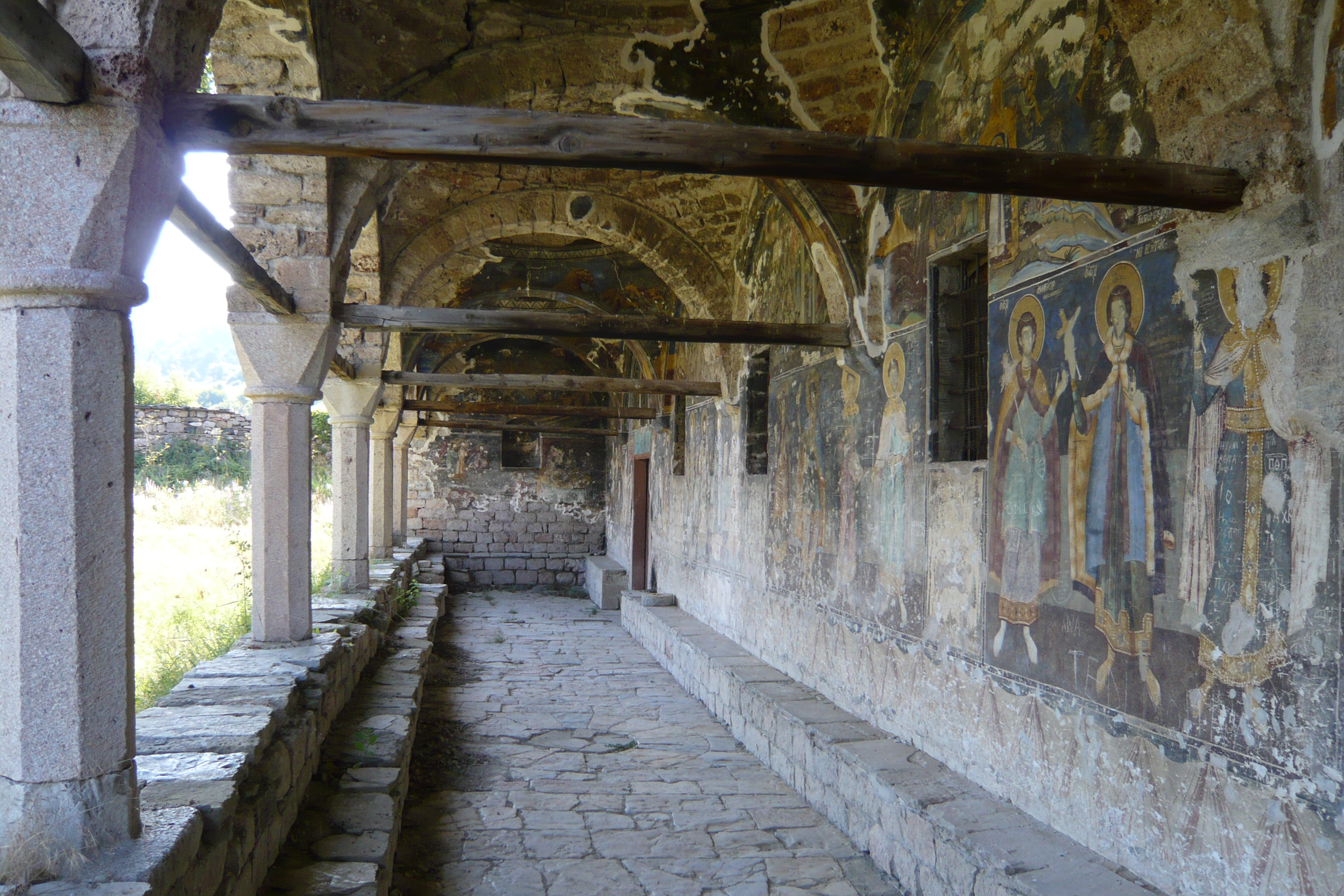
L'exonarthex décoré de l'église Saint-Athanase

L'église, érigée en 1721. Elle sert désormais d'église de cimetière au nord-est de Moscopole, dans le quartier d'Akamnel. Cette église à plan basilical comporte une nef centrale et deux collatéraux. Elle possède deux coupoles qui reposent sur deux piliers centraux et huit colonnes secondaires. Les coupoles mesurent jusqu'à 9 mètres de long. À l'extérieur, les absides sont décorées de sept arches au niveau de l'entrée et quatre arches de chaque côté. Les arches latérales sont surmontées de petites fenêtres. Le cloître, qui mesure 18,90 m de long et 2,85 m de large, est entouré de 6 arches qui reposent sur cinq colonnes et sont surmontées de chapiteaux doubles.
L'église Saint-Athanase est protégée au titre des Monuments culturels d'Albanie. Cependant, ses icônes ont été subtilisées à cinq reprises entre 1990 et 2010. Le dernier vol a fait disparaître des icônes datées de 1724.
L'historien de l'art Maximilien Durand qualifie cette église de « Sixtine des Balkans ».